# Јеју опера
Јеју опера је традиционална кинеска опера, која представља комбинацију мандаринске традиционалне опере и кантонски дијалекат. Ова опера је уписана на Унескову репрезентативну листу нематеријалног културног наслеђа 2009. године.

## О опери
Јеју опера је позната по свом лепом певању либрета и елегантној експресивности. Она представља једну од пет главних кинеских опера и она је друга највећа врста опере у земљи. Позната  као „кинеска драма“. Јеју оперу карактерише комбинација гудачких и ударачких инструмената, са сложеним костимима и сликањем лица. Популарна је широм Кине и пружа културну везу међу говорницима кантонског језика у земљи и иностранству.

#### Историјат
Јеју опера је настала 1906. године у округу Шенџен као облик јавне забаве. У раним фазама развоја Јеју опере, глумци су обично користили исту одећу коју су носили у свакодневном животу, као што су огртачи, дуге хаљине. Касније су костими били од меких материјали у светлим бојама. Овај посебан стил га разликује од других традиционалних кинеских опера. У почетку мушки глумци обично нису носили шминку. Касније глумци и глумице су почели да користе масну боју као шминку.